# Vorsitzender des Staatsrats
Das Amt des Vorsitzenden des Staatsrats oder Staatsratsvorsitzenden der Deutschen Demokratischen Republik wurde im Jahre 1960 anstelle des bisherigen Amtes des Präsidenten der DDR geschaffen, das seit 1949 bis dahin von Wilhelm Pieck bekleidet worden war. Verfassungsrechtlich galt zwar der Staatsrat der DDR als kollektives Staatsoberhaupt, in der Praxis wurde jedoch der Staatsratsvorsitzende als faktisches Staatsoberhaupt angesehen.
Laut Artikel 67 der Verfassung der DDR wurden der Vorsitzende, die Stellvertreter des Vorsitzenden, die Mitglieder und der Sekretär des Staatsrates von der Volkskammer auf ihrer ersten Tagung nach der Neuwahl für vier Jahre, ab 1974 für fünf Jahre gewählt.
Als Staatsratsvorsitzender der DDR betrug der Mitgliedsbeitrag bei der SED 350 DDR-Mark bei einer Aufwandsentschädigung von 5000 DDR-Mark (1989).

## Liste der Staatsratsvorsitzenden der DDR
| Name            | Amtsantritt        | Amtsaustritt     | Partei | Bild |
| --------------- | ------------------ | ---------------- | ------ | ---- |
| Walter Ulbricht | 12. September 1960 | 1. August 1973   | SED    |      |
| Willi Stoph     | 3. Oktober 1973    | 29. Oktober 1976 | SED    |      |
| Erich Honecker  | 29. Oktober 1976   | 18. Oktober 1989 | SED    |      |
| Egon Krenz      | 24. Oktober 1989   | 6. Dezember 1989 | SED    |      |
| Manfred Gerlach | 6. Dezember 1989   | 5. April 1990    | LDPD   |      |

Nach den ersten freien Wahlen zur Volkskammer im Jahr 1990 übernahm durch eine Verfassungsergänzung die neugewählte Präsidentin der Volkskammer, Sabine Bergmann-Pohl, die Aufgaben und Befugnisse des Staatsratsvorsitzenden bis zur Wahl eines neuen Präsidenten der DDR. Diese Neuwahl fand nicht mehr statt, da sich die DDR durch die deutsche Wiedervereinigung am 3. Oktober 1990 auflöste.

## Staatsratsvorsitzende in anderen Ländern
Ebenso wurde in Polen mit der Verfassung vom 22. Juli 1952 gemäß Artikel 24 ein kollektives Staatsoberhaupt mit dem Namen „Rada Państwa“ (dt. Staatsrat) geschaffen, dessen Vorsitzender als „Przewodniczący Rady Państwa“, somit in der deutschen Übersetzung gleichlautend mit dem entsprechenden Amt in der DDR Vorsitzender des Staatsrats, bezeichnet wurde. Der Vorsitzende, vier Stellvertreter des Vorsitzenden, der Sekretär und neun übrige Mitglieder des Staatsrats wurden analog zur Regelung in der DDR durch den Sejm für seine Wahlperiode von vier Jahren gewählt. Die Position des Staatsratsvorsitzenden in der Öffentlichkeit war schwächer als in der DDR, da es bis 1985 keine Personeneinheit zwischen dem über die faktische Macht verfügenden Parteichef und dem Staatsratsvorsitzenden gab.
Andere sozialistische Staaten, wie etwa Jugoslawien (dort „Staatspräsidium“), hatten ebenfalls kollektive Staatsoberhäupter, teilweise mit rotierendem Vorsitzwechsel.